# Salita al Calvario (Giambattista Tiepolo)
La Salita al Calvario è un dipinto di Giambattista Tiepolo eseguito negli anni 1738-1740 per il presbiterio della Chiesa di Sant'Alvise a Venezia.